# Haminoea navicula
Haminoea navicula är en snäckart som först beskrevs av Da Costa 1778.  Haminoea navicula ingår i släktet Haminoea och familjen Haminoeidae. Inga underarter finns listade i Catalogue of Life.

## Bildgalleri

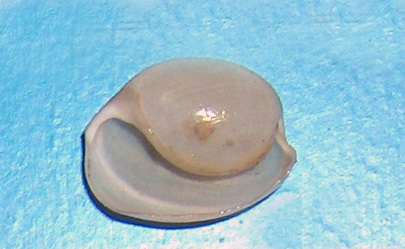